# St. Anna im Felde

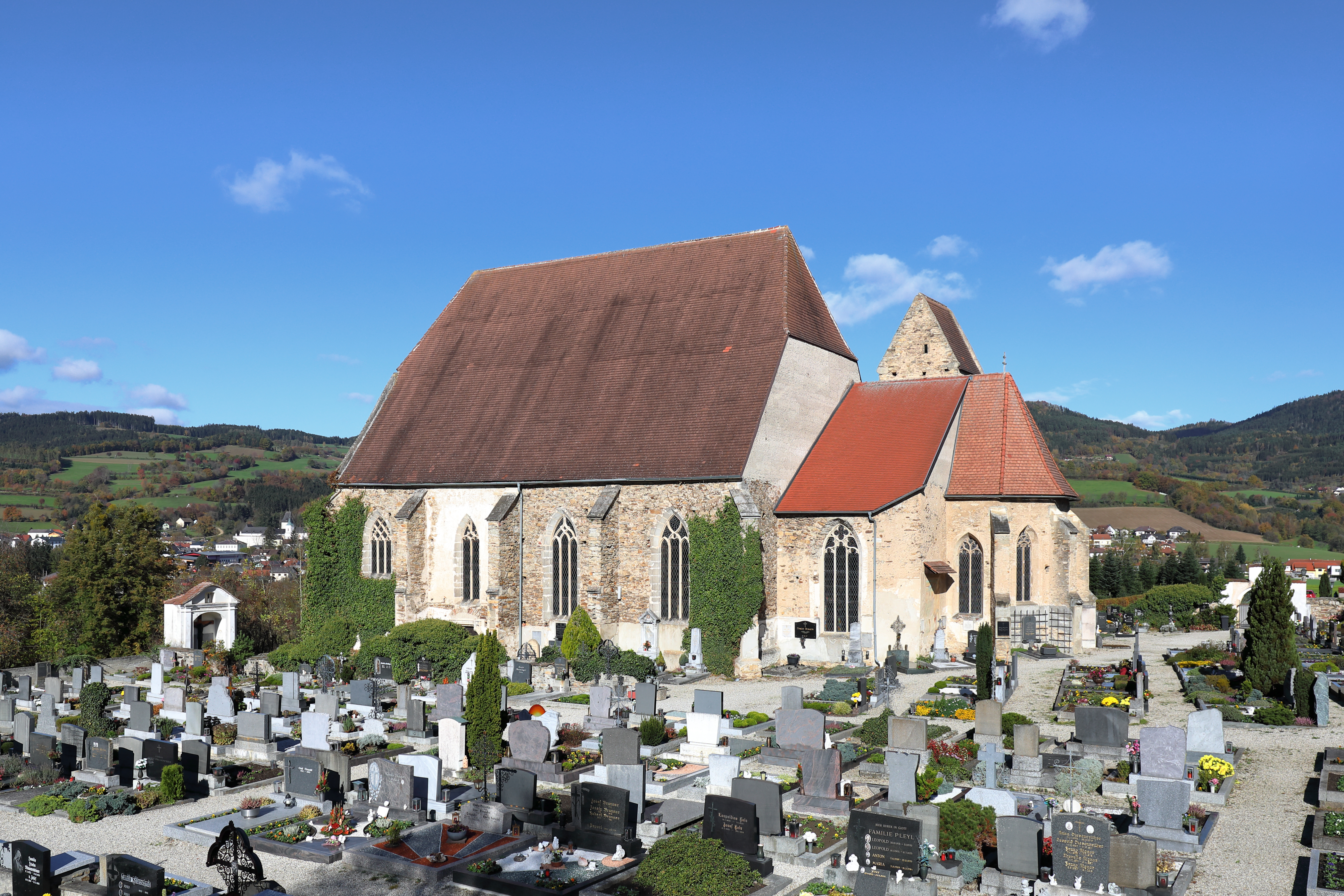
Filialkirche St. Anna mit Friedhof

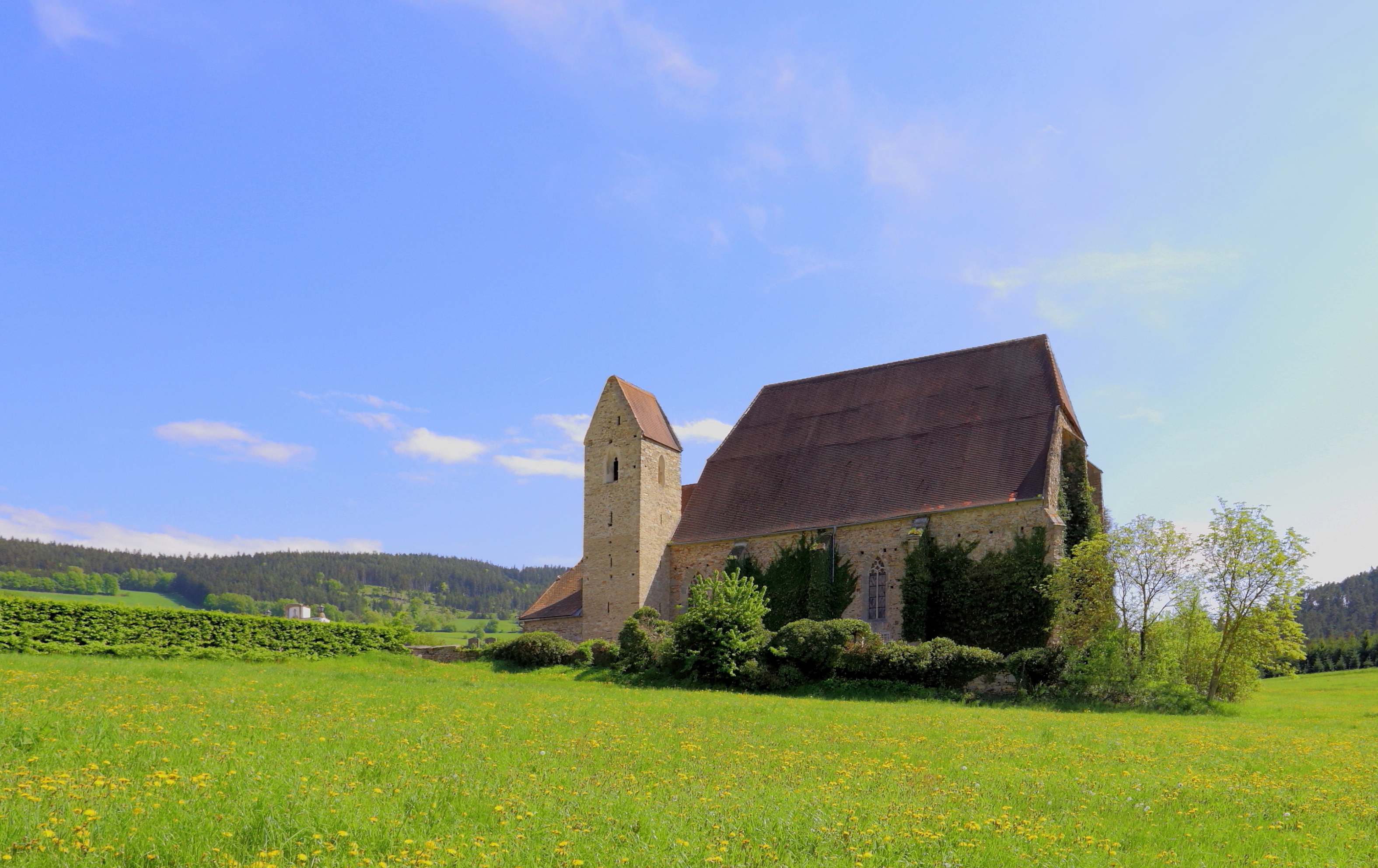
Nordnordwestansicht der Filialkirche St. Anna im Felde

Die römisch-katholische Filialkirche St. Anna im Felde erhebt sich auf einer von einem Bach umflossenen Anhöhe südöstlich der niederösterreichischen Ortschaft Pöggstall. Die denkmalgeschützte Kirche (Listeneintrag) ist ein spätgotischer Hallenbau mit steilem Dach, hochgotischem Chor und Nordturm. Sie gehört zur Pfarre Pöggstall und somit zum Dekanat Maria Taferl.

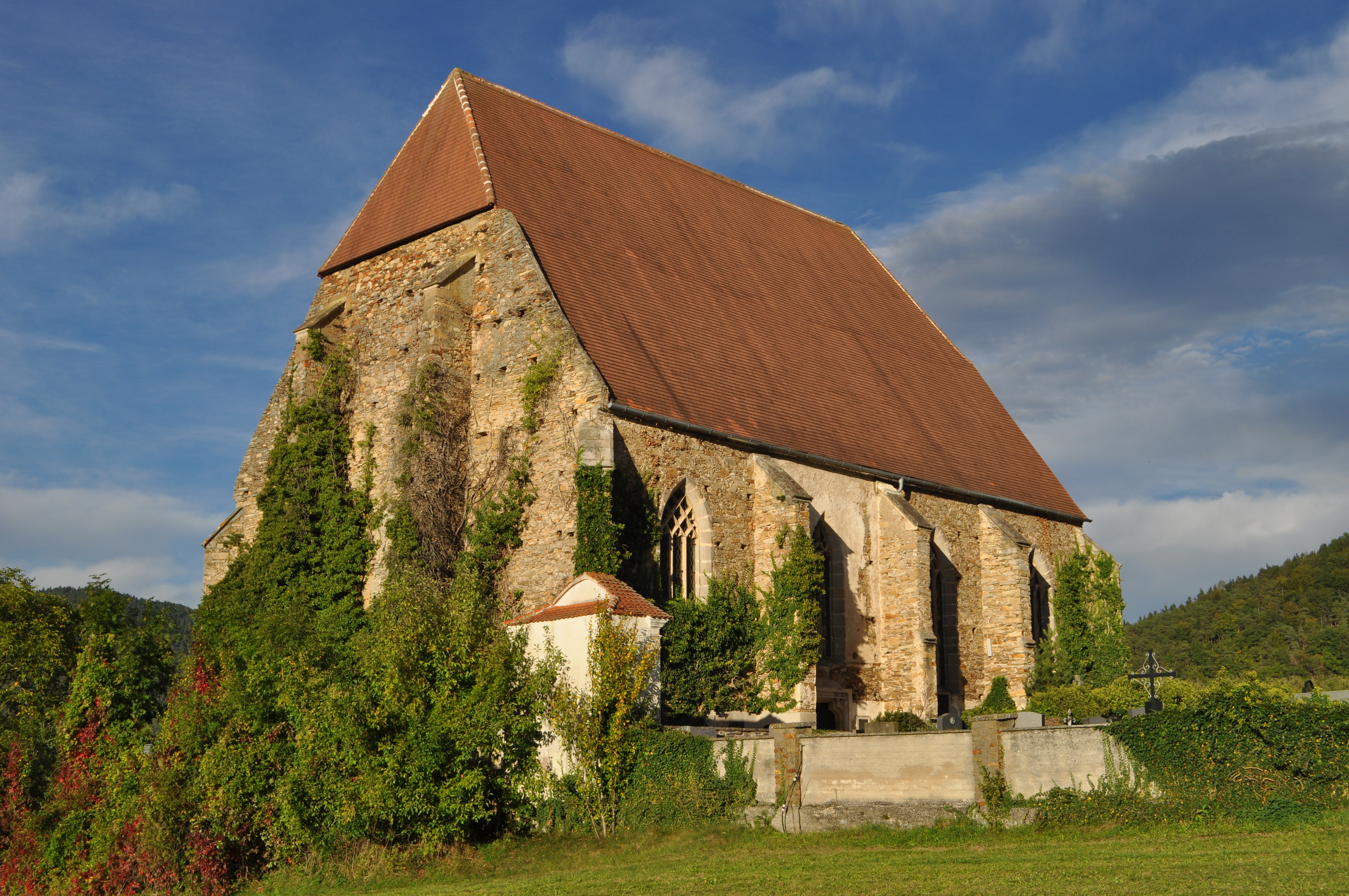
Ansicht von Südwesten

## Geschichte
Die Kirche wurde um 1135/1140 durch das Stift Kremsmünster gegründet und 1179 erstmals urkundlich erwähnt. Bis zur Pfarrerhebung (vor bzw. um 1300) war sie eine Filiale von Weiten. 1810 wurde die Pfarrfunktion auf die ehemalige Schlosskirche übertragen. St. Anna im Felde wurde aufgelassen, ausgeräumt und dem Verfall preisgegeben. Nach vergeblichen Bemühungen in der ersten Hälfte des 20. Jahrhunderts gelang unter Pfarrer Franz Entner (1953–1979 Pfarrer in Pöggstall) und Karl Schöbl (zuletzt Bezirkshauptmann in Zwettl, † 1974) die Wiederherstellung.

## Äußeres
Das Aussehen der Kirche ist durch ihre Bruchsteinmauern und ihr mächtiges Schopfwalmdach geprägt. Das Langhaus ist durch Strebepfeiler mit Wasserschlägen, seine zwei- bis dreibahnigen Spitzbogenfenster mit reichem Fischblasen- und Dreipassmaßwerk, zwei reich verstäbte Schulterbogenportale des späten 15. Jahrhunderts mit Säulchen über diamantierten und gedrehten Sockeln und ein die Westwand durchbrechendes, zweibahniges Maßwerkfenster zwischen hohen Strebepfeilern gegliedert.

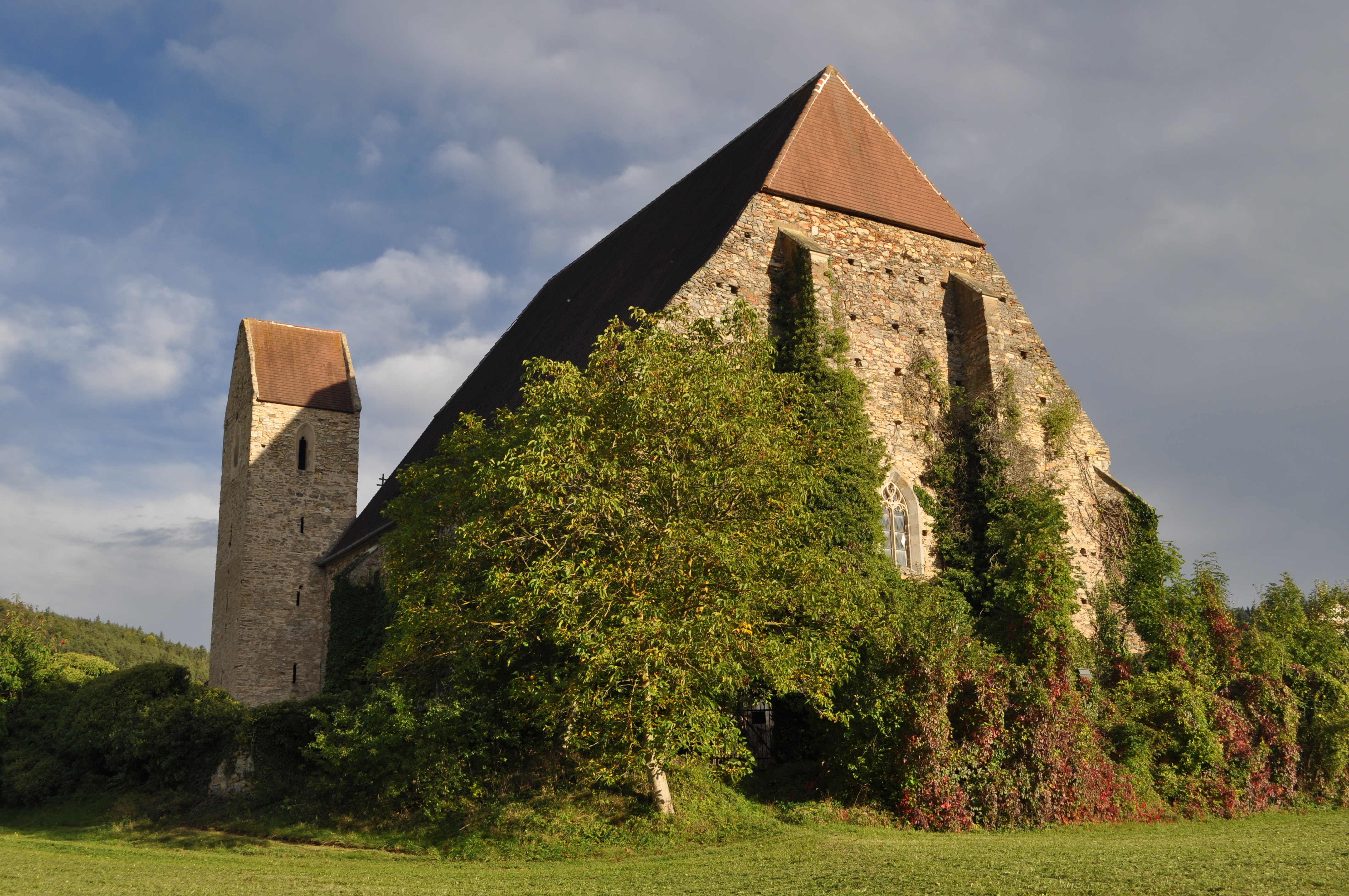
Ansicht von Nordwesten

Der Chor (um 1300) ist bedeutend schmäler und niedriger als das Langhaus und im Vergleich zu diesem leicht nach Norden verschoben. Seine Spitzbogenfenster liegen zwischen Strebepfeilern und verfügen über reiches zweibahniges Maßwerk. Der durch ein Satteldach gedeckte Turm dürfte noch im frühen 14. Jahrhundert erbaut worden sein. Er hat Schlitzbogenfenster sowie kleebogige Schallfenster in tiefen Laibungen. Südlich des Chors liegt eine Kapelle (Ende 15. Jahrhundert) mit Pultdach und hohen, dreibahnigen Maßwerkfenstern. Nördlich des Chors befindet sich eine ebenfalls pultgedeckte Sakristei mit rechteckigen Fenstern.

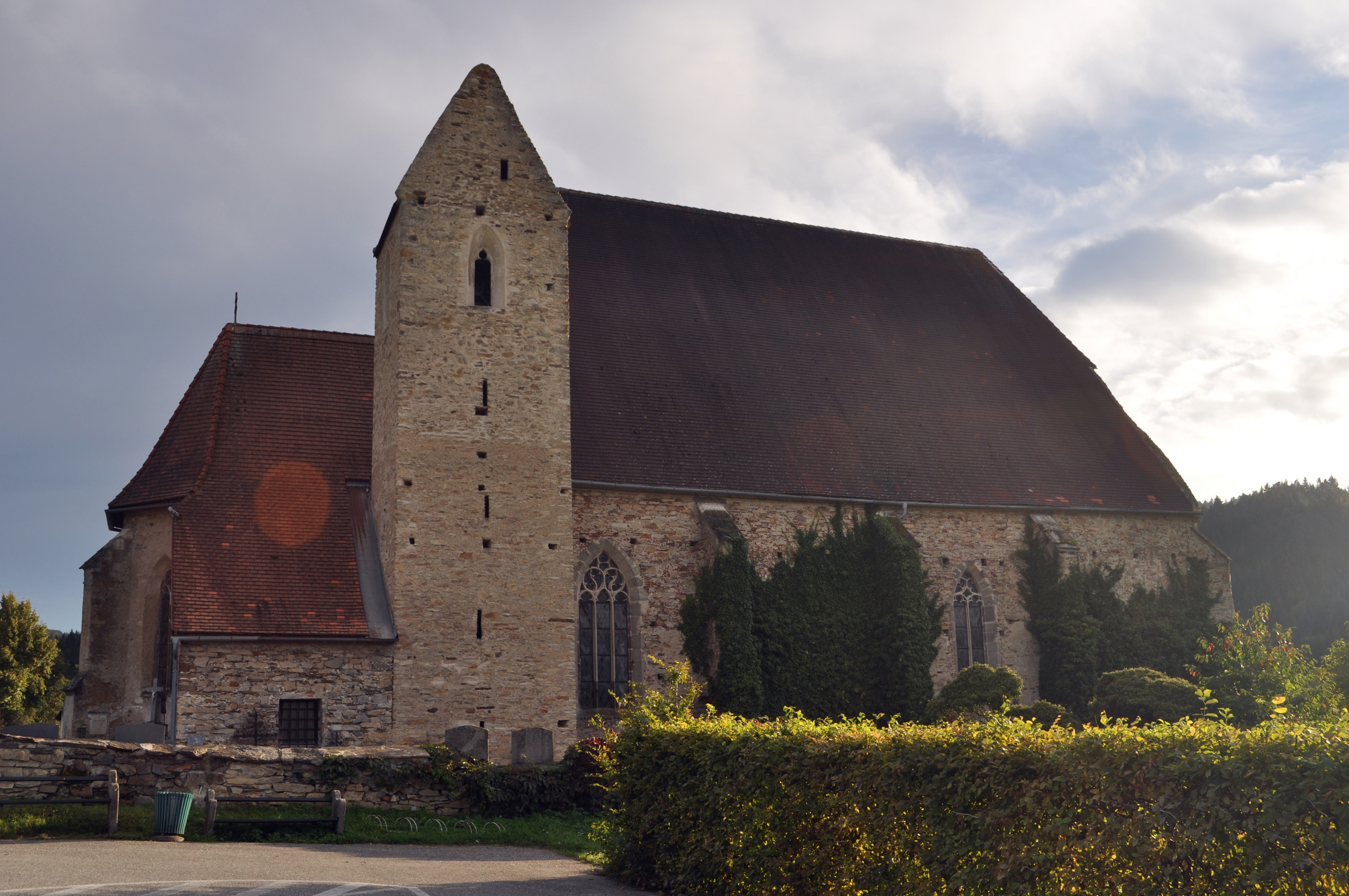
Nordseite

An der Ostwand der Kapelle wurde 1929 eine Wandmalerei Christus am Ölberg (um 1500) freigelegt und restauriert. An der Nordwand des Chores befindet sich das Fragment einer weiteren Wandmalerei, das allerdings vom Sakristeidach verdeckt wird. Darauf ist eine Darstellung des hl. Christophorus aus der Zeit um 1500 zu sehen.

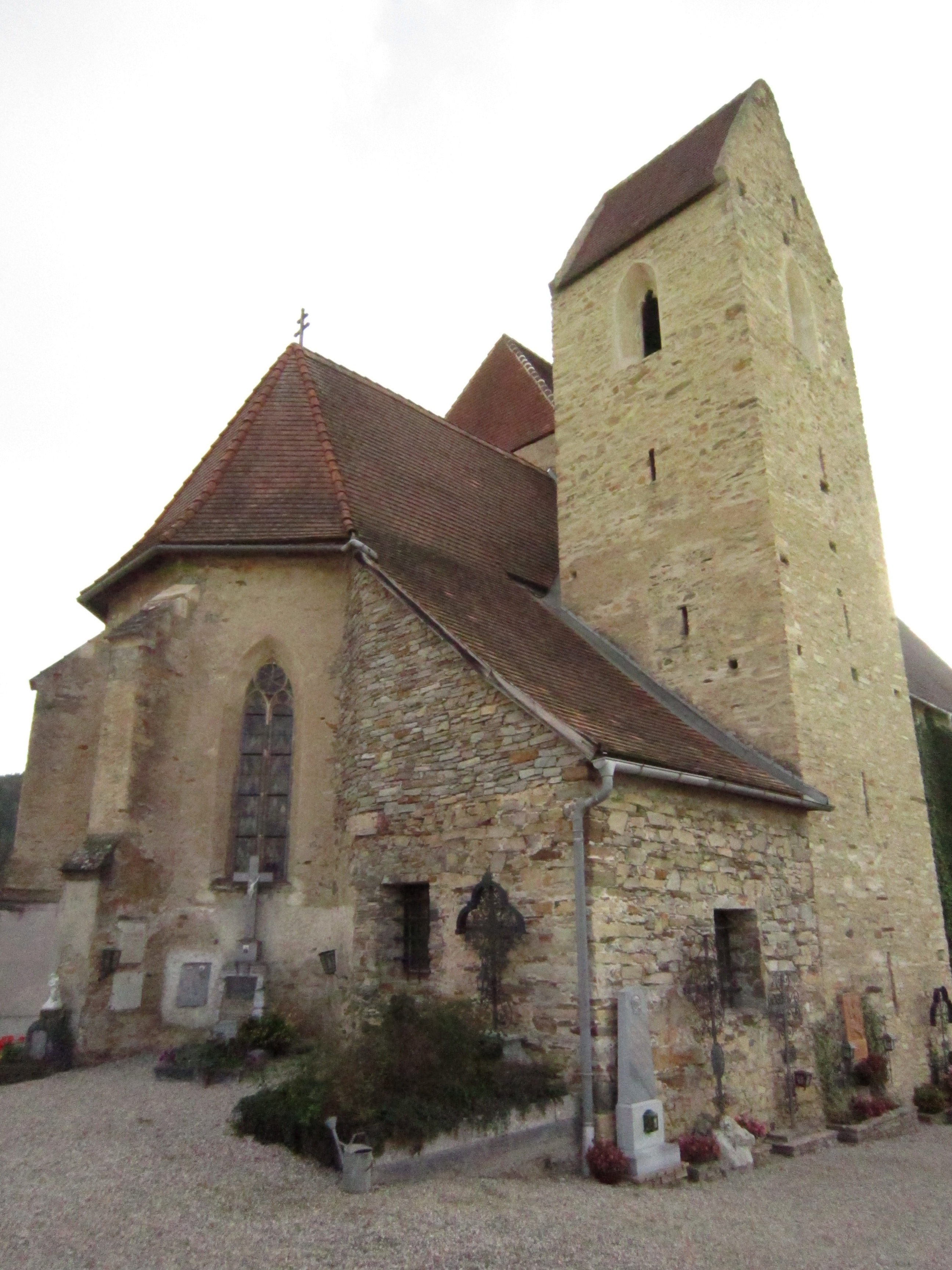
St. Anna im Felde

## Inneres
Das Langhaus ist eine flach gedeckte Halle mit einer 1957 erneuerten Holzdecke und wird durch zwei Säulen in drei Schiffe unterschiedlicher Breite gegliedert. Der Torso der spätgotischen Westempore ist in der Breite der drei Schiffe in drei profilierten Spitzbögen geöffnet. Zu den ehemaligen Emporenaufgängen im Nordwesten und Südwesten führen profilierte Rechteckportale. Ein spitzbogiger Triumphbogen führt zum stark eingezogenen, einjochigen Chor in Fortsetzung des breiteren Schiffes. Dieser hat einen Fünfachtelschluss und Kreuzrippengewölbe mit zwei skulpturierten Schlusssteinen. Vom Chor aus führt ein hoher spitzbogiger Scheidebogen zur etwas niedrigeren südlichen Seitenkapelle, die durch zarte Sternrippen gewölbt ist. Im Süden des Chorschlusses befindet sich eine zweiteilige Sessionsnische mit kräftigem Maßwerk; im Nordosten eine rechteckige Sakramentsnische mit einem von Türmchen flankierten, krabbenbesetzten Dreieckgiebel mit Blattdekor. Die übrigen Chorschrägen haben korbbogige Nischen. Im Norden des Chores gelangt man durch ein Korbbogenportal ins Erdgeschoß des Turms. Von dort aus führt ein Schulterbogenportal zur einjochigen, kreuzgratgewölbten Sakristei.
Auf Wandmalereien (um 1400) ist im Langhaus der Zug der Hl. Drei Könige dargestellt; im Chor Christus am Ölberg, Christus vor Pilatus, Dornenkrönung, Geißelung und Kreuztragung. Die Malereien sind stark beschädigt.

## Einrichtung
Der Hochaltar verfügt über ein neugotisches Retabel mit spätgotischen Relieffiguren aus der Zeit um 1480: Maria mit Kind, flankiert von Barbara und Katharina; seitlich Maria Magdalena und Anna selbdritt. An seiner Rückseite befindet sich ein eingemauerter Predellenstein mit einem Reliefwappen Chunrat Hölczlers aus dem Jahr 1450.
In der Seitenkapelle befindet sich eine Mondsichelmadonna (zum 1500) und ein Ölbild Enthauptung der hl. Barbara (Mitte 17. Jh.), im Langhaus ein Kreuz (16. Jh.), die barocke Statue der Kirchenpatronin Hl. Mutter Anna mit Maria (A. 17. Jh.), eine Darstellung der Hl. Dreifaltigkeit (18. Jh.) und Statuen von Heiligen: Judas Thaddäus, Franz von Assisi, Simon Apostel, (alle 18. Jh.), Paulus, Petrus (E. 17. Jh.), Florian (18. Jh.), Aloisius (1912) und Augustinus (18. Jh.). Zwei Ölbilder an den ehemaligen Aufgängen zur Westempore stellen Maria mit dem Leichnam Jesu (Pietà) und die hl. Thekla dar (um 1700).
Zur weiteren Ausstattung zählen zahlreiche bemerkenswerte Grabdenkmäler, die 1954/55 aus der Pfarrkirche übertragen wurden, u. a. das eindrucksvolle Renaissancegrabmal des Georg Ehrenreich von Rogendorf (1590).
Im Turm hängen drei Glocken (1935, 1978, 1979).

## Friedhof
Der die Kirche umgebende Friedhof wurde 1840 und im 20. Jahrhundert nach Süden erweitert. Er ist von einer Bruchsteinmauer umgeben und im Nordosten durch ein rundbogiges Tor zugänglich. Dieses hat ein reich profiliertes Gewände und einen rechteckigen Mittelaufsatz mit einer Segmentbogennische.